# Dichopetala
Dichopetala is een geslacht van rechtvleugeligen uit de familie sabelsprinkhanen (Tettigoniidae). De wetenschappelijke naam van dit geslacht is voor het eerst geldig gepubliceerd in 1878 door Karl Brunner-von Wattenwyl.

## Soorten
Het geslacht Dichopetala omvat de volgende soorten:
- Dichopetala acambarensis Márquez Mayaudón, 1958
- Dichopetala brevihastata Morse, 1902
- Dichopetala castanea Rehn & Hebard, 1914
- Dichopetala catinata Rehn & Hebard, 1914
- Dichopetala caudelli Rehn & Hebard, 1914
- Dichopetala chirura Strohecker, 1945
- Dichopetala cultricerca Strohecker, 1945
- Dichopetala durangensis Rehn & Hebard, 1914
- Dichopetala emarginata Brunner von Wattenwyl, 1878
- Dichopetala falcata Rehn & Hebard, 1914
- Dichopetala gladiator Rehn & Hebard, 1914
- Dichopetala mexicana Brunner von Wattenwyl, 1878
- Dichopetala oreoeca Rehn & Hebard, 1914
- Dichopetala poecila Hebard, 1932
- Dichopetala pollicifera Rehn & Hebard, 1914
- Dichopetala seeversi Strohecker, 1941
- Dichopetala serrifera Rehn & Hebard, 1914
- Dichopetala tauriformis Rehn & Hebard, 1914
- Dichopetala transfuga Brunner von Wattenwyl, 1878
- Dichopetala tridactyla Rehn & Hebard, 1914